# Магистрала 35 на САЩ
Магистрала 35 на САЩ (на английски: United States Route 35) е пътна магистрала, част от Магистралната система на Съединените щати преминаваща през щатите Западна Вирджиния, Охайо и Индиана. Обща дължина 417,7 мили (672,3 km), от които в Западна Вирджиния 36,6 мили (58,9 km), в Охайо 174,4 мили (280,7 km), в Индиана 206,7 мили (332,7 km),.
Магистралата започва при 71 km на Междущатска магистрала 64 , западно от столицата Чарлстън на щата Индиана, насочва се на североизток и при град Пойнт Плезънт, пресича река Охайо и навлиза в щата Охайо. Пресича южната част на щата в северозападно направление, като минава през 6 окръжни центъра, в т.ч. град Дейтън и след 281 km навлиза в щата Индиана. Пресича щата в северозападно направление, като минава през 6 окръжни центъра и завършва в центъра наград Мичиган Сити, разположен на южния бряг на езерото Мичиган.
| Щат               | мили  | km    | Градове (центрове на окръзи), граници, реки и др. | Щат     | мили  | km    | Градове (центрове на окръзи), граници, реки и др. |
| ----------------- | ----- | ----- | ------------------------------------------------- | ------- | ----- | ----- | ------------------------------------------------- |
| Западна Вирджиния |       |       |                                                   |         | 162,7 | 261,8 | гр. Ийтън                                         |
|                   | 0,0   | 0,0   | 71 km Междущатска магистрала 64                   |         | 174,4 | 280,7 | граница с Индиана                                 |
|                   | 9,0   | 14,5  | гр. Уинфийлд                                      | Индиана | 211,0 | 339,6 |                                                   |
|                   | 35,8  | 57,6  | гр. Пойнт Плезънт                                 |         | 0,0   | 0,0   | граница с Охайо                                   |
|                   | 36,6  | 58,9  | граница с Охайо, р. Охайо                         |         | 43,5  | 70,0  | гр. Мънси                                         |
| Охайо             | 36,6  | 58,9  |                                                   |         | 106,0 | 170,5 | гр. Коукъмоу                                      |
|                   | 0,0   | 0,0   | граница със Западна Вирджиния, р. Охайо           |         | 130,1 | 209,4 | гр. Логанспорт                                    |
|                   | 32,1  | 51,6  | гр. Джаксън                                       |         | 156,1 | 251,2 | гр. Уинамак                                       |
|                   | 65,4  | 105,2 | гр. Чилъкоди                                      |         | 172,7 | 277,9 | гр. Нокс                                          |
|                   | 92,1  | 148,2 | гр. Вашингтон Корт Хаус                           |         | 198,1 | 318,7 | гр. Лапорт                                        |
|                   | 123,9 | 199,4 | гр. Зиня                                          |         | 206,7 | 332,7 | гр. Мичиган Сити                                  |
|                   | 139,1 | 223,8 | гр. Дейтън                                        | Общо    | 417,7 | 672,3 |                                                   |